# Pertti Ukkola
Pertti Olavi Ukkola (Sodankylä, 10 agosto 1950) è un ex lottatore finlandese.
Ha vinto la medaglia d'oro olimpica nella lotta greco-romana alle Olimpiadi di Montreal 1976 nella categoria pesi piuma.
Ha partecipato anche alle Olimpiadi 1972 e alle Olimpiadi 1980.